# Fotoalbum

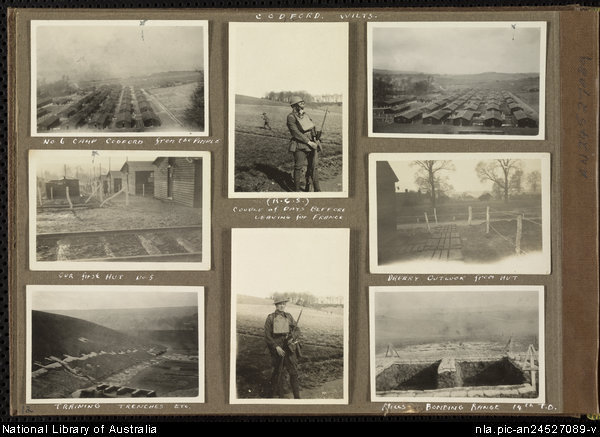
Seite eines privaten Kriegsfotoalbums (um 1916. Australien)

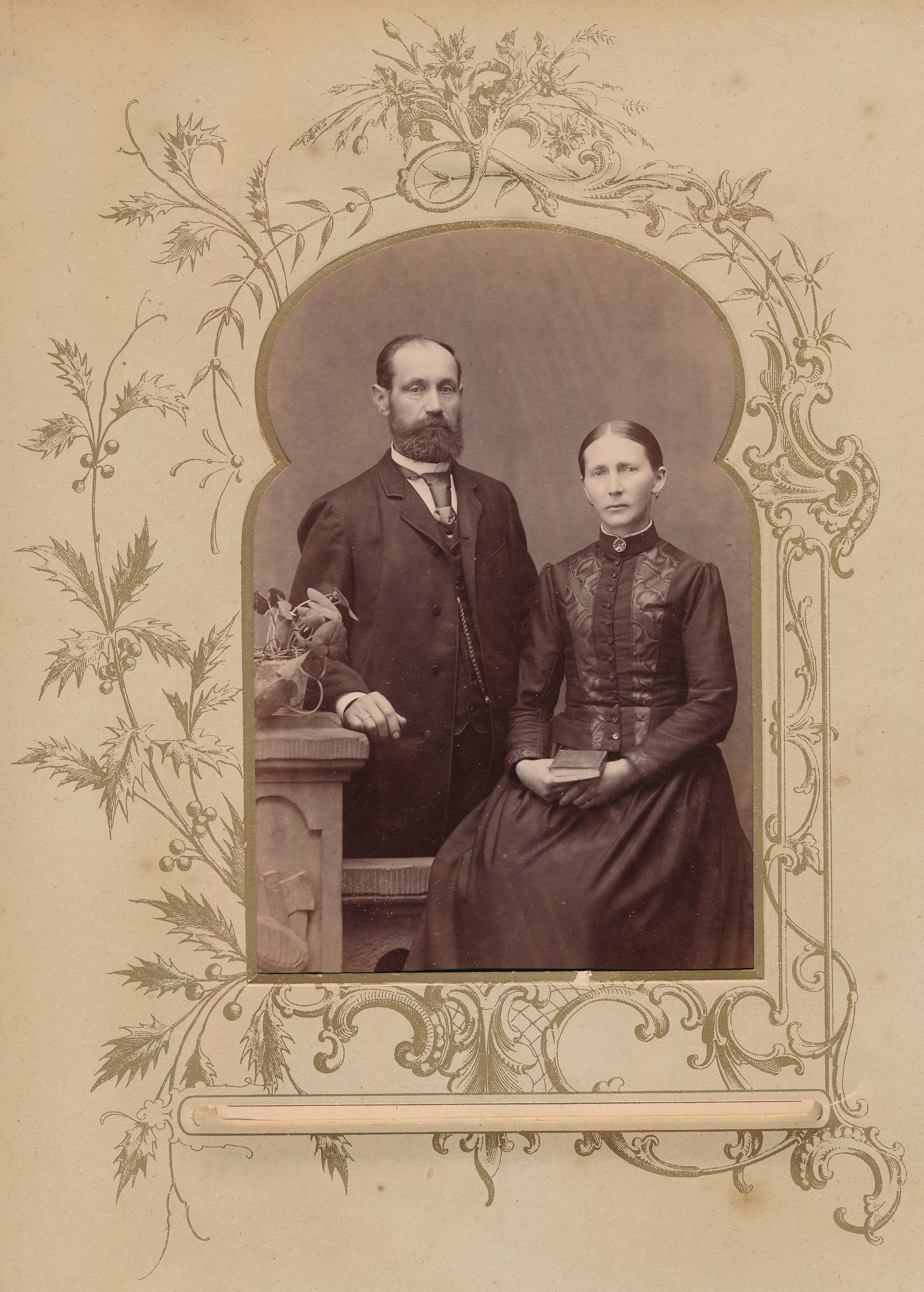
Seite aus einem historischen Fotoalbum (Ende 19. Jahrhundert)

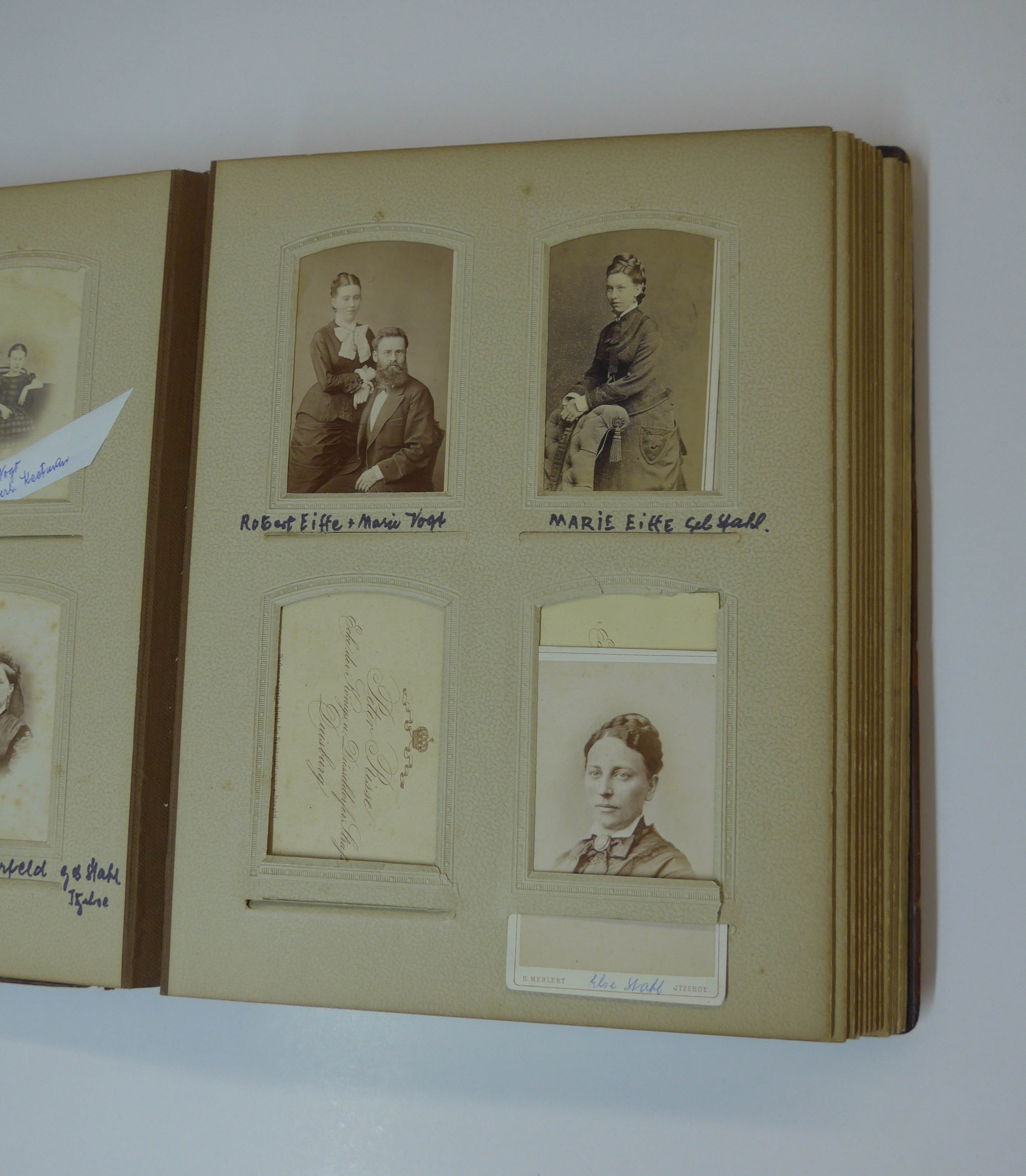
Kulissenalbum mit eingeschobenen Fotokarten im Visitformat

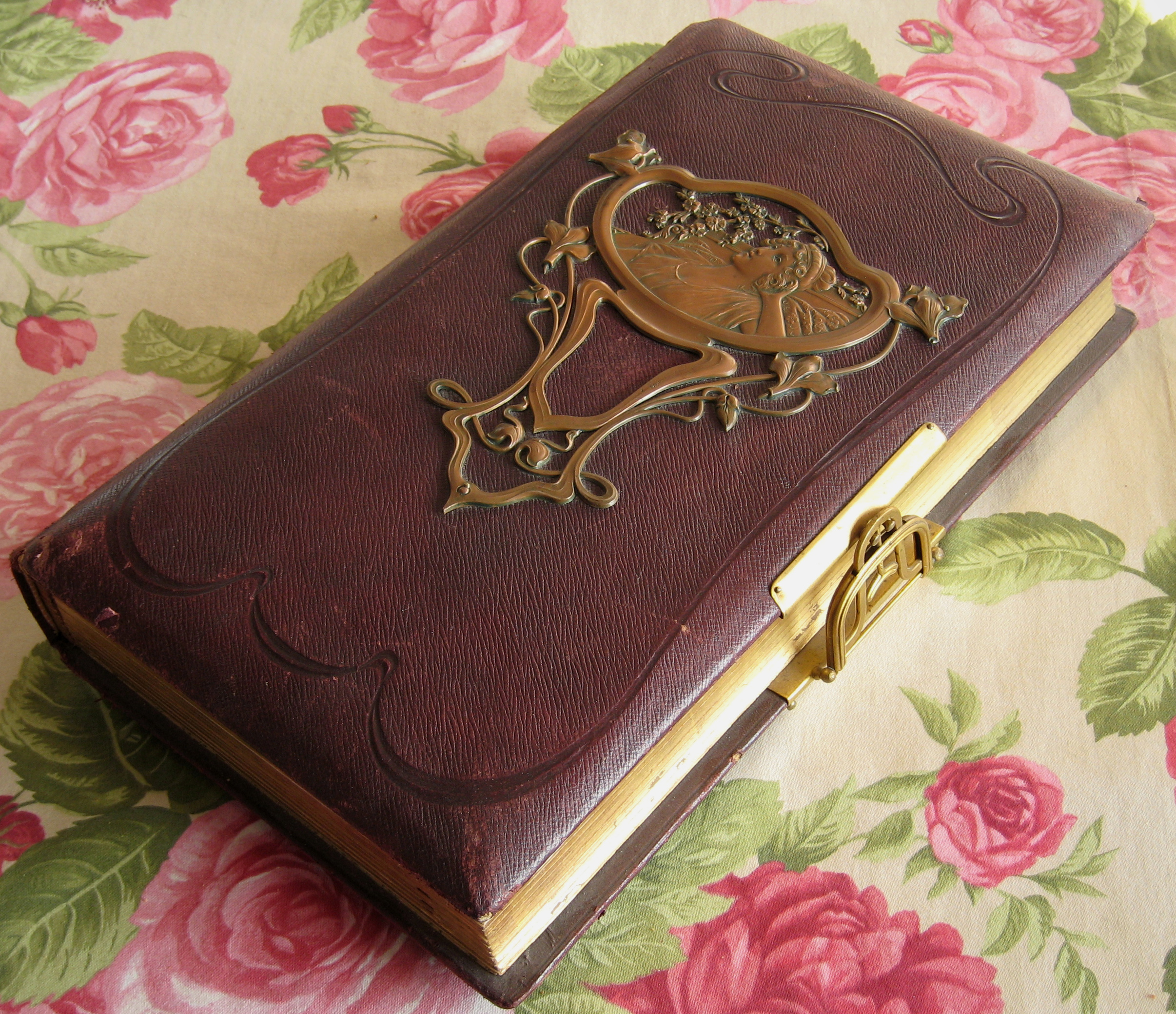
Einband-Deckel eines Fotoalbums um 1900

Ein Fotoalbum (kurz für Fotografiealbum) ist ein Buch zum Sammeln, Ordnen und Aufbewahren von Fotografien aus Papier. Die Domäne des Fotoalbums ist der private Bereich, wo Fotoalben typischerweise Urlaube, Feste und den Alltag beschreiben. Daneben wird das Medium auch von Künstlern (Fotomodelle, Schauspieler) zu Bewerbungszwecken genutzt. Seit es Möglichkeiten gibt, Bilder preisgünstig zu digitalisieren und in guter Qualität auszudrucken, verbreiten sich Mischformen klassischer Alben mit eingeklebten Digitalfotos bis hin zu komplett digital erstellten Alben aus Papier oder im Internet.

## Traditionelles Fotoalbum
Fotoalben kamen bereits in den 1860er Jahren in Mode. Ende des 19. Jahrhunderts, als es die Amateurfotografie in der heutigen Form noch nicht gab, bestanden „Photographie-Alben“ aus der
„Verbindung gepresster, ausgestanzter Kartons (Coulissen) mit dazwischen geklebten Pappen, welche die Aufnahme von Photographien ermöglichten. Eine Anzahl dieser so hergestellten starken Blätter wurden zu einem Buche vereinigt, beschnitten, mit Goldschnitt versehen und in starke, meist reich verzierte Lederdeckel gebracht, die durch Klappenschloss zusammengehalten wurden.“
Die Bilder in solchen „Familienalben“ stammten fast ausschließlich von Berufsfotografen. Die Papierabzüge wurden auf Pappkärtchen mit vorgegebenen Abmessungen geklebt, die dann in entsprechende Fächer des Albums eingeschoben werden konnten. Die Rückseiten dieser Kärtchen zeigten eine mehr oder weniger künstlerisch gestaltete Visitenkarte des Fotografen.
Die Alben waren meist recht aufwendig gestaltet, mit Einbänden aus Leder oder Samt, oft mit verzierten Metallbeschlägen, die Seiten zum Einschieben der Bilder mit Golddruck dekoriert. Es gab auch Alben mit eingebauter Spieluhr, die sich beim Öffnen in Gang setzte.
Das heutige Fotoalbum besteht aus einem Einband, meist Leder oder Kunststoff, sowie Einlageblättern oder Kunststofftaschen, die dazu dienen, die Bilder aufzunehmen. Die einzelnen Seiten bestehen aus leichtem Karton, auf welchem die Fotos mittels Fotoecken befestigt oder einfach aufgeklebt werden. Seit Ende des 20. Jahrhunderts hat sich säurefreier Fotokarton als Papierstandard bei Fotoalben durchgesetzt. Zwischen zwei Seiten befindet sich meist eine Seite Spinnenpapier.
Abgesehen vom traditionellen Fotoalbum mit geordnet eingefügten Bildern und Texten existieren auch die Scrapbooks mit den freieren Gestaltungsformen des Tagebuchs und Poesiealbums. Hier werden Fotos in das Gefüge aus handschriftlichem Text, Zeitungsausschnitten, Eintrittskarten etc. eingeklebt und verleihen dem Fotoalbum eine collagenartige Anmutung.
Zu den technischen Varianten des Fotoalbums gehören Fotobuch, Einsteckalbum, Spiralalbum, Schraubenalbum, Selbstklebealbum, Memoalbum (Einsteckalbum mit Beschriftungsfeldern), Leporello, Fotoordner und Fotoboxen. Die meisten Alben werden heute in Deutschland, Osteuropa und Asien, insbesondere China, hergestellt.

## Digitale Fotoalben

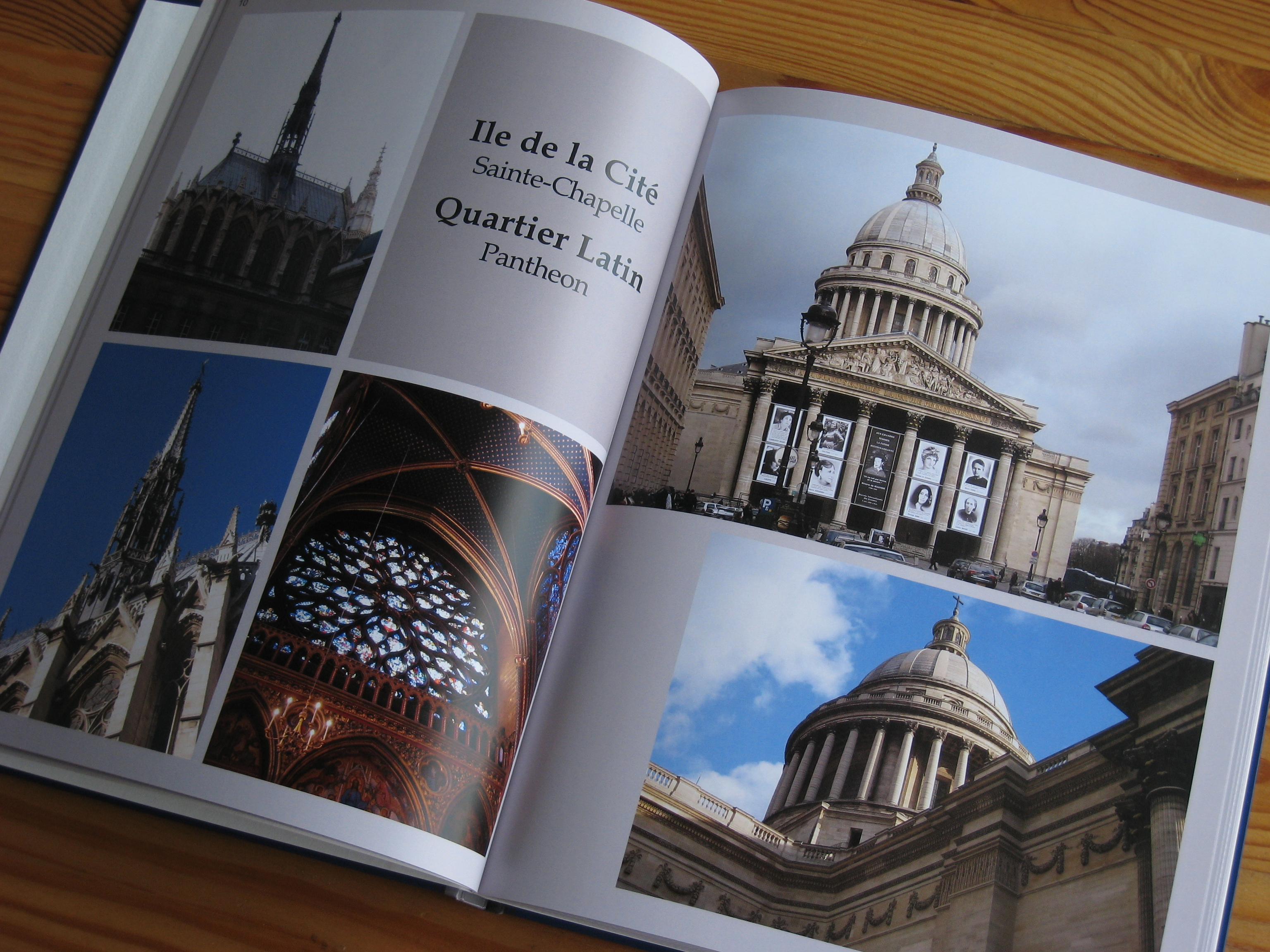
Mit Software erstelltes Fotoalbum („Fotobuch“)

Seit dem Preisverfall in der Verwertungskette digitaler Fotografien seit ca. dem Jahr 2000 erhält das klassische Fotoalbum einen neuen Aufschwung in digitaler Form. Dieser reicht vom komplett digital erstellten, dann aber auf Papier gebrachten Fotoalbum, häufig auch „Fotobuch“ genannt, bis zur Bilderschau am PC oder im Internet.
Digitale Fotoalben werden von einer Bilddatenbank verwaltet und können am PC betrachtet werden. Auf einem digitalen Datenträger (wie DVD) gespeichert, können sie über längere Zeit archiviert oder weitergegeben werden. Digitale Bilder enthalten Zusatzinformationen, die für ein Fotoalbum relevant sein können, etwa Angaben zum Aufnahmeort; auch die nachträgliche Anreicherung so genannter Metadaten nach dem IPTC-IIM-Standard sind Vorteile des digitalen Fotoalbums. Gängige PCs und Smartphones bieten Möglichkeiten, digitale Fotografien, auch mit Musik unterlegt, als Diashow abzuspielen (Bildershow-Programme). „Digitales Fotoalbum“ (digital photo album, DPA) ist zudem der Begriff für Geräte zum Betrachten von Digitalbildern in Bilderrahmen. Diese Bildbetrachter haben in der Regel einen 7-8"-LC-Bildschirm und werden mit einem Akku gespeist, sodass sie auch unterwegs benutzt werden können.
Wenn ein digitales Fotoalbum im Internet angelegt wird, unterscheidet man zwei unterschiedliche Formen:
- Ein Programm (z. B. in der Skriptsprache PHP) befindet sich zusammen mit den Bildern im Speicher eines Webservers und erzeugt das Album von dort.
- Ein Fotoalbum-/Bildergalerieprogramm erstellt aus den digitalen Originalaufnahmen nach Vorgaben des Benutzers eine Bildergalerie bzw. ein Fotoalbum im HTML-Format. Die so erzeugten Dateien und Vorschaubilder werden zusammen mit den Originalen auf den Webserver hochgeladen. Auch einige Bildbearbeitungsprogramme enthalten diese Funktion bereits.

Seit sich Soziale Netze weit verbreitet haben, laden Millionen Menschen täglich Fotos in diese Netze hoch und erstellen dort Fotoalben, die von anderen Nutzern betrachtet werden können. Häufig sind diese Fotoalben interaktiv, das heißt, Betrachter können einzelne Fotos kommentieren oder Bildausschnitte markieren.